# Trappistinnenkloster Carrizo

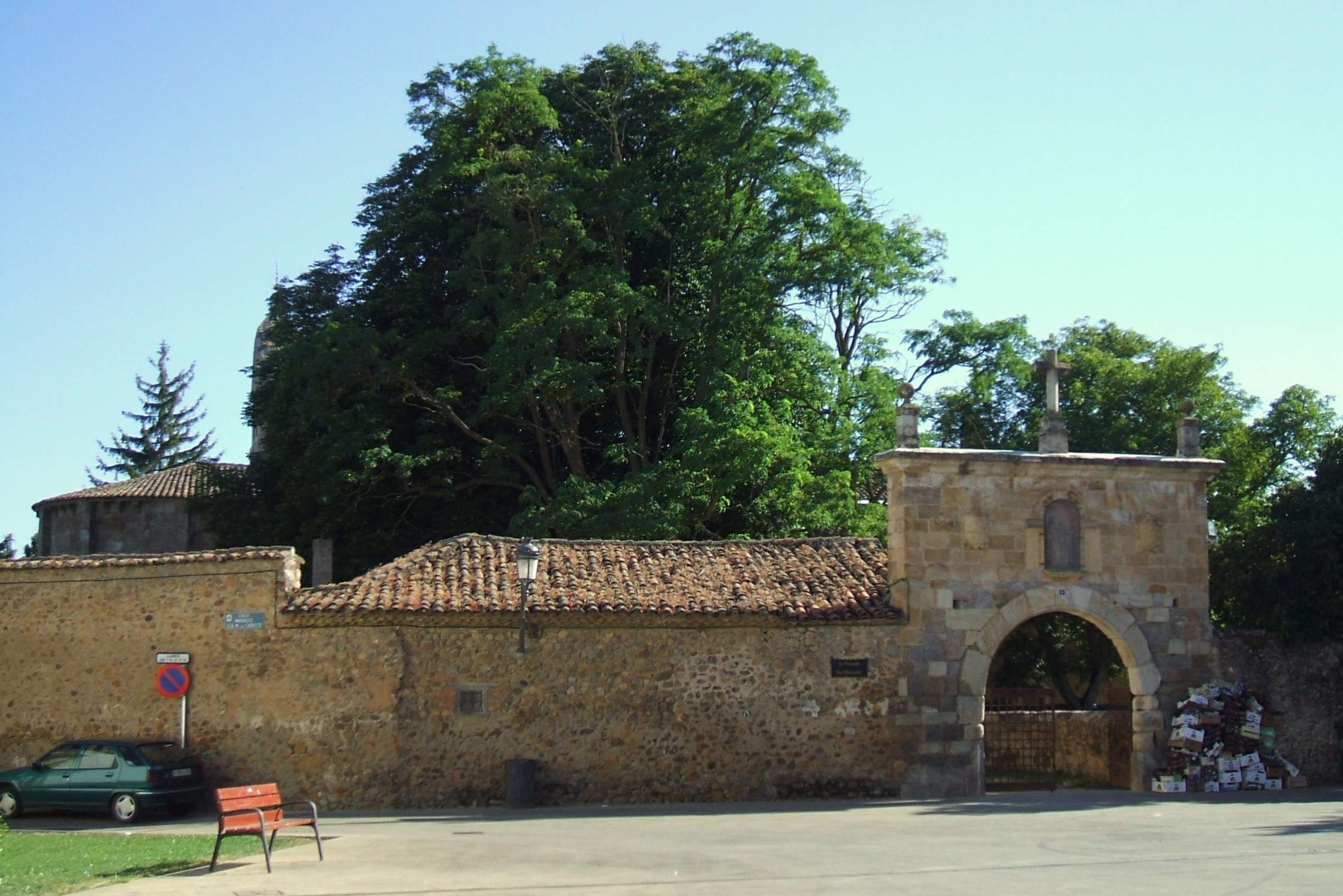
Eingang zum Trappistinnenkloster Carrizo

Das Trappistinnenkloster Carrizo ist seit 1176 ein Kloster zuerst der Zisterzienserinnen, seit 1955 der Trappistinnen in Carrizo de La Ribera, Provinz León, in Spanien.

## Geschichte
In das mit ihrem Gemahl zusammen 1176 gestiftete Nonnenkloster Santa María de la Asunción in Carrizo (20 km westlich León, im Ortszentrum) trat die Gräfin Estefanía Ramírez († 1183) als Witwe ein und leitete es selbst. Nach ihrem Tod war ihre Tochter bis 1206 die erste reguläre Äbtissin. Ab 1616 wurden die Äbtissinnen für drei Jahre gewählt. 1868 musste der Konvent das Kloster verlassen und im (15 km südlich gelegenen) Prämonstratenserkloster Santa María de la Asunción in Villoria de Órbigo (in Villarejo de Órbigo, Provinz León) unterkommen, konnte aber 1871 zurückkehren. Von 1871 bis 1915 war das Kloster auf den Rang eines Priorats hinuntergestuft, seither ist es wieder Abtei. Unter Äbtissin María del Tránsito Pérez Rodriguez (1929–1959) erreichte der Konvent 1955 die Inkorporation in den Trappistenorden (O.C.S.O.). Der Kapitelsaal des seit 1974 unter Denkmalschutz stehenden Klosters ist mit einer Decke im Mudéjares-Stil versehen.